# Azovstal
Železárny a ocelárny Azovstal (ukrajinsky Металургійний комбінат Азовсталь) v Mariupolu patří mezi největší metalurgické komplexy na Ukrajině. Do roku 2021 produkovaly zhruba 4 miliony tun oceli ročně, dle Azovstalu dokonce přes 6 milionů tun.
Během ruské invaze na Ukrajinu se komplex Azovstal stal terčem rozsáhlého bombardování ze strany ruské armády a zároveň v dubnu 2022 poskytl útočiště pro zbývající ukrajinské síly během bitvy o Mariupol poté, co došlo k jejich obklíčení a vytlačení z centra města vojsky Ruské federace a povstalecké Doněcké lidové republiky.

## Historie
Stavba byla zahájena v éře budování těžkého průmyslu Sovětským svazem v roce 1930, provoz byl spuštěn v roce 1933. Výhodou byla poloha komplexu v Doněcké uhelné pánvi s rozsáhlými zásobami nerostných surovin a přístup k Azovskému moři.
V roce 1941 byla v důsledku německého útoku na SSSR výroba přerušena a v roce 1943 došlo k významnému poškození ustupující německou armádou.
Po rozpadu SSSR přešel komplex v roce 1991 do vlastnictví ukrajinského státu, následně byl v roce 1996 privatizován a od roku 2006 je součástí Metinvest Group.

## Význam
Kromě ekonomického významu (na ukrajinském exportu se železo a ocel podílí více než 15 %) je Azovstal významným zaměstnavatelem. Rozvoj těžkého průmyslu znamenal také rychlý rozvoj Mariupolu, jehož počet obyvatel se mezi roky 1913 a 1939 zečtyřnásobil na zhruba 220 tisíc obyvatel a v 80. letech 20. století dokonce překročil hranic 500 tisíc obyvatel.
Stinnou stránkou Azovstalu je dopad na životní prostředí. Závody jsou umístěny jen pár kilometrů od centra města a východní a severovýchodní větry většinu emisí z hutí ženou na nejhustěji obydlené části města. Mariupol patří mezi nejznečištěnější města na Ukrajině. Naměřené hodnoty jemných částic PM2.5 až padesátkrát překračují doporučené limity WHO, kvůli čemuž město zažilo sérii protestů.